# Pape-Alioune Ndiaye
Pape-Alioune Ndiaye (Nanterre, 4 febbraio 1998) è un calciatore francese, difensore del Tobyl.

## Caratteristiche tecniche
È un difensore centrale.

## Carriera
Cresciuto nei settori giovanili di Valenciennes, Bologna e Bari, nel 2017 passa al Lorca Deportiva con cui gioca 13 incontri in Segunda División B. Nel 2019 viene acquistato dagli ucraini del Vorskla.

## Statistiche
Statistiche aggiornate al 12 dicembre 2020.

### Presenze e reti nei club
| Stagione        | Squadra         | Campionato      | Campionato | Campionato | Coppe nazionali | Coppe nazionali | Coppe nazionali | Coppe continentali | Coppe continentali | Coppe continentali | Altre coppe | Altre coppe | Altre coppe | Totale | Totale | Totale |
| Stagione        | Squadra         | Comp            | Pres       | Reti       | Comp            | Pres            | Reti            | Comp               | Pres               | Reti               | Comp        | Pres        | Reti        | Pres   | Reti   |        |
| --------------- | --------------- | --------------- | ---------- | ---------- | --------------- | --------------- | --------------- | ------------------ | ------------------ | ------------------ | ----------- | ----------- | ----------- | ------ | ------ | ------ |
| 2017-2018       | Lorca Deportiva | SDB             | 13         | 1          | CR              | 2               | 0               |                    | -                  | -                  |             | -           | -           | 15     | 1      |        |
| 2019-2020       | Vorskla         | PL              | 14         | 0          | CU              | 3               | 0               |                    | -                  | -                  |             | -           | -           | 17     | 0      |        |
| 2020-2021       | Vorskla         | PL              | 12         | 0          | CU              | 2               | 0               |                    | -                  | -                  |             | -           | -           | 14     | 0      |        |
| Totale carriera | Totale carriera | Totale carriera | 39         | 1          |                 | 7               | 0               |                    | -                  | -                  |             | -           | -           | 46     | 1      |        |

## Palmarès

### Club

#### Competizioni nazionali
- Supercoppa del Kazakistan: 1

Tobyl: 2024